# Nicoară Hâra

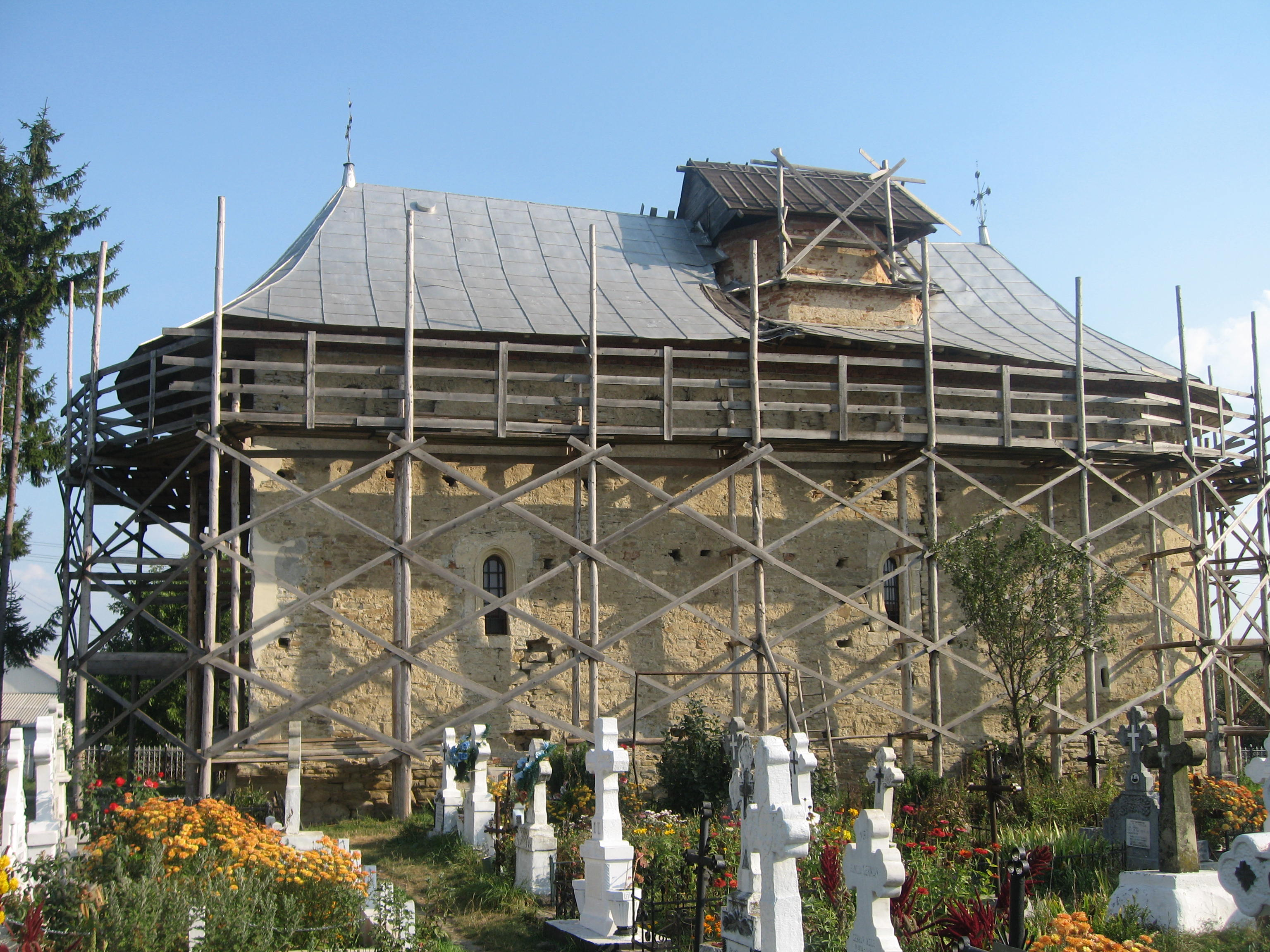
Biserica „Sfântul Dumitru” din Zahareşti, ctitorită de Nicoară Hâra

Nicoară Hâra, întâlnit și ca Nicoară Hârovici, a fost un boier de rang mare al Principatului Moldovei, în timpul domniei lui Petru Rareș (1527-1538, 1541-1546). El a avut rangul de pârcălab al Hotinului (1541-1545).

## Dregătorii deținute
Nicoară Hâra a avut rangul de chelar în prima domnie a lui Petru Rareș, fiind un boier credincios al acestuia. În anul 1538, el i-a dezvăluit domnitorului complotul boierilor.:p. 226-227 Cronicarul Grigore Ureche îl menționează astfel în letopisețul său: „Acéstea toate daca i-au venit la urechile lui Pătru vodă și mai vârtos Hârea chielariul i-au spus cum că și țara să vorovéște să-l părăsească, multă scârbă intră la inima lui, că încătro vrea întoarce oastea mai naintea, nu putea cunoaște, că léșii venise cu tărie, putérea turcului mare, mulțimea și iuțimea tătarălor neoprită, ce și dinlăuntru slabi și plin de vicleșug”. Implicarea sa în dezvăluirea complotului este confirmată de cronicarul Nicolae Costin în letopisețul său.
Boierul l-a însoțit pe fostul domnitor în exil la Cetatea Ciceului (1538-1541), pe postul de cămăraș. Domnul Ștefan Lăcustă (1538-1540) a căutat să-l atragă de partea sa și l-a chemat în Moldova, promițându-i iertare pentru „greșeala ce ne-ai greșit”, dar fără a avea succes.
Potrivit unui document polonez din 19 martie 1541, după revenirea lui Petru Rareș pe tron, Hâra a fost numit la 11 martie 1541 în postul de pârcălab al Hotinului, în locul lui Andrei Șeptelici. Domnitorul i-a dăruit pârcălabului Nicoară Hâra la 30 aprilie 1542, „pentru dreaptă și credincioasă slujbă”, satele Cârstești, Protopopeni cu mori pe Siret și Hărești „cu coturile și cu mori pe Moldova”, ultimele două fiind dăruite ulterior mănăstirii Probota. A deținut dregătoria de pârcălab până la 4 aprilie 1545, când a fost înlocuit de Borcea și Sturza. 
Nicoară Hâra a murit înainte de 17 septembrie 1545, fiind înmormântat în pronaosul Bisericii „Sf. Nicolae” a Mănăstirii Probota.:p. 229 Ca urmare a faptului că a murit fără urmași, averea sa a trecut în posesia descendenților lui Ion și Gherman (frații mai tineri ai lui Nicoară).

## Ctitor al bisericii din Zaharești
Pârcălabul Nicoară Hâra (Hârovici) a construit pe cheltuiala sa în anii 1541-1542 o biserică în satul Zaharești din comuna comuna Stroiești (județul Suceava), aflat la o distanță de 20 km vest de municipiul Suceava. O lungă perioadă de timp nu s-au știut date legate de construirea bisericii, crezându-se că pisania nu s-a păstrat. S-a presupus că biserica a început să fie construită după 1541. Prezența în naos a pietrei de mormânt a Marenei, mama pârcălabului Nicolară Hâra, decedată la 8 aprilie 1542, ceea ce a dus la concluzia că biserica era în construcție în acel an, nefiind probabil finalizată. În timpul săpăturilor arheologice începute în septembrie 2005 și coordonate de profesorul Florin Hău s-a găsit pisania îngropată la circa 2 m sub podeaua dintre naos și pronaos. Cu această ocazie, s-a aflat că lăcașul de cult a fost sfințit la data de 20 iulie 1545 de către mitropolitul Grigorie Roșca al Moldovei, primind hramul Sf. Nicolae. 
Pisania are dimensiunile de 0,68 X 0,50 m, fiind pe alocuri deteriorată, dar s-a putut reconstitui textul: „+ Cu voia Tatălui și cu ajutorul Fiului și cu săvârșirea Sfântului Duh, cu voia robului lui Dumnezeu, pan Nicoară Hâră, pârcălabul Hotinului și din porunca sa a zidit hramul sfântului arhierarh Nicolae în zilele binecredinciosului domn Io Petru (Rareș) Voievod și s-a sfințit cu mâna mitropolitului Grigorie în anul 7053 (=1545) luna iulie 20”. Hramul bisericii a fost schimbat, astăzi fiind Sf. Dumitru. 
Biserica „Sfântul Dumitru” din Zaharești se încadrează în seria de clădiri bisericești construite în stilul epocii lui Ștefan cel Mare (1457-1504), având și elemente noi. Ansamblul bisericii „Sf. Dumitru” din Zaharești a fost inclus pe Lista monumentelor istorice din județul Suceava din anul 2004, având codul de clasificare SV-II-a-B-05676 și fiind alcătuit din următoarele 2 obiective:
- Biserica "Sf. Dumitru" - datând din anul 1542 și având codul SV-II-m-B-05676.01
- Zvonița - datând din secolul al XVIII-lea și având codul SV-II-m-B-05676.02